# Евгени Апостолов
Евгени Апостолов е български лекар, политик от БКП.

## Биография
Роден е през 1926 г. монтанското село Белотинци. От 1942 г. е член на РМС, а от 1945 г. и на БКП. Ятак, а впоследствие и партизанин от отряд „Христо Михайлов“. Завършва медицина. Специализира коремна хирургия и неврология във Висшия медицински институт в София, а след това и тропическа медицина в Хамбург, Германия. Работи като завеждащ здравния пункт на ЖП завод „Георги Димитров“. Бил е главен инспектор-лекар и началник на отдел „Медицински“ при Министерството на транспорта и съобщенията. В периода 1970 – 1979 г. е първи заместник-министър на народното здраве. От 1972 г. е заместник-завеждащ отдел „Военноадминистративен“ при ЦК на БКП. От 13 декември 1988 г. е кооптиран за член на ЦК на БКП.